# Pilocrocis evanidalis
Pilocrocis evanidalis là một loài bướm đêm trong họ Crambidae.